# Armida
Armida ist ein Opernsujet, das besonders im 18. und frühen 19. Jahrhundert beliebt war.
Die auf dem 1575 entstandenen Epos La Gerusalemme liberata (dt. Das befreite Jerusalem) von Torquato Tasso beruhende Geschichte um die Zauberin Armida, die durch ihre magischen Kräfte den Kreuzritter Rinaldo auf ihrer Insel gefangenhält, regte in zahlreichen Versionen die Fantasie von Komponisten an, darunter:
- Jean-Baptiste Lully: Armide, 1686
- Georg Friedrich Händel: Rinaldo, 1710/11
- Carl Heinrich Graun: Armida, 1751
- Niccolò Jommelli: Armida abbandonata, 1770
- Antonio Salieri: Armida, 1771
- Johann Gottlieb Naumann: Armida, 1773
- Christoph Willibald Gluck: Armide, 1777
- Domenico Cimarosa: L’Armida immaginaria, 1777
- Joseph Haydn:  Armida, 1783
- Vincenzo Righini: La Gerusalemme liberata ossia Armida al campo de Franchi und La Selva incantata, 1803
- Gioachino Rossini: Armida, 1817
- Antonín Dvořák: Armida, 1902/03

## Oper als Namensgeber
Ein am 24. August 1903 entdeckter Asteroid,  (514) Armida, wurde nach der Titelfigur von Glucks Oper benannt.
Das 2006 gegründete Armida Quartett hat sich nach Haydns Oper benannt.